# Andreas Fahr
Andreas Fahr (* 5. April 1966 in Hamburg) ist ein deutscher Kommunikationswissenschaftler und Hochschullehrer.

## Leben
Fahrs Vater war Handwerksmeister, seine Mutter führte den kaufmännischen Teil des elterlichen Betriebs. Dem Willen der Eltern entsprechend absolvierte er ab 1985 eine Ausbildung zum Bankkaufmann in Frankfurt am Main und arbeitete nach dem Wehrdienst zwischen 1988 und 1989 in London. Nach dieser kurzen Tätigkeit im Berufszweig nahm er 1989 das Studium der Publizistik, Volkswirtschaftslehre und Psychologie an der Johannes Gutenberg-Universität Mainz auf. Er wurde 1995 wissenschaftlicher Mitarbeiter am Medien Institut Ludwigshafen und 2001 mit der Dissertation Katastrophale Nachrichten? Eine Analyse der Qualität von Fernsehnachrichten an der Universität München zum Dr. rer. pol. promoviert. 
Fahr wurde 2000 wissenschaftlicher Assistent am Institut für Kommunikationswissenschaft und Medienforschung der Ludwig-Maximilians-Universität in München und 2007 zum Akademischen Rat befördert. Mit der Arbeit Rezeptionsprozesse – Eine Einführung in Grundlagen, Messung und Anwendungsfelder habilitierte er sich 2010 in München, wobei er eine Venia Legendi für Kommunikationswissenschaft erhielt. Nach der Habilitation erhielt er eine Gastprofessur an der Universität Zürich und wurde in München zum akademischen Oberrat befördert. Er vertrat dort 2011 die Professur Medienqualitäten. 
Fahr folgte 2012 einem Ruf auf die Professur für Kommunikationswissenschaft mit dem Schwerpunkt Soziale Kommunikation an die Universität Erfurt. 2013 nahm er einen weiteren Ruf auf die Professur für Empirische Kommunikationsforschung an die Universität Freiburg (Schweiz) an. Zu seinen Forschungsbereichen zählen Mediennutzung, Medienrezeption und Medienwirkung sowie Medienpsychologie.

## Werke (Auswahl)
- mit Hans-Bernd Brosius und Andreas Vlasic: Die dritten Programme der ARD : Entwicklung, Angebotsstruktur und Nutzung, Vistas, Berlin 1999, ISBN 978-3-89158-253-4.
- mit Camille Zubayr: Fernsehbeziehungen: Vorbilder oder Trugbilder für Jugendliche?, Fischer, München 1999, ISBN 978-3-88927-236-2.
- Katastrophale Nachrichten? Eine Analyse der Qualität von Fernsehnachrichten.  Fischer, München 2001, ISBN 978-3-88927-288-1.
- mit Werner Wirth und Edmund Lauf (Hrsg.): Forschungslogik und -design in der Kommunikationswissenschaft, 2 Bände. Herbert von Halem Verlag, Köln 2004, ISBN 3-931606-53-8, ISBN 3-931606-54-6.
- mit Wolfgang Schweiger (Hrsg.): Handbuch Medienwirkungsforschung. Springer VS, Wiesbaden 2013, ISBN 978-3-531-18158-5.
- mit Verena Kaut und Hans-Bernd Brosius: Werbewirkung im Fernsehen. Befunde aus der Medienforschung.
  - Teil I:  Nomos, Baden-Baden 1996, ISBN 978-3-88927-170-9.
  - Teil II: Nomos, Baden-Baden 2014, ISBN 978-3-8487-1296-0.
- mit Nina Springer, Friederike Koschel und Heinz Pürer: Empirische Methoden der Kommunikationswissenschaft. UVK Verlagsgesellschaft mbH, Konstanz 2015, ISBN 978-3-8252-4300-5.